# Machimus armeniacus
Machimus armeniacus là một loài ruồi trong họ Asilidae. Machimus armeniacus được Richter miêu tả năm 1963. Loài này phân bố ở vùng Cổ Bắc giới.